# Анчка Левар
Анчка Левар (такође Анчка Леварјева, рођена Меле, удата Брецељ)  (Церкница, 27. јул 1915 — Љубљана, 30. јануар 2005) је била југословенска и словеначка филмска и позоришна глумица.

## Улоге
| Год.  | Назив                   | Улога |
| ----- | ----------------------- | ----- |
| 1960. | Писаћа машина (ТВ филм) | /     |
| 1967. | Прича које нема         | /     |
| 1971. | На кланцу               | /     |